# تمنهنت
تمنهنت قرية ليبية تقع تمنهنت بالقرب من مدينة سمنو، بما يقارب الثلاثين كيلو متراً، يزيد عمر هذه القرية عن خمسمئة عام، ويعتقد أن تاريخها يعود إلى ما قبل التاريخ في فزان، على الرغم من أنها لم تشتهر بهذا، فقد جاء في كتاب مختصر تاريخ فزان لمحمد سليمان أيوب أنها كانت من المحطات الأمازيغية الجرمنتية، أي التي كان يمر بها الأمازيغ الجرمنت على الطريق الشرقي ولا بد من الإشارة إلى أن تمنهنت كان لها اسم آخر وهو «الحميدية» غير أنه لم يعد مستعملاً الآن.

## وصف القرية
قرية تحيط بها أشجار النخيل من كل الجهات، فكأنها زهرة في حديقة غناء، تمنهنت القديمة بشوارعها الضيقة حيناً والمتسعة حيناً آخر، جدرانها تتحدث بكلمات كلها عذوبة ورقة، مرحبةً بزائريها، ولا زالت أزقتها تكرر وتعيد الحكايات والأقاويل والأقاصيص التي كان أهلها يتسلون بها بعد يومٍ من المشقة والجهد، والنصب، ولا زالت تلك الأخاديد والشقوق تبوح بما يعتريها من شوق وتلهف، ولا زالت تلك المحاجر والغرف صغيرة الحجم لا زالت تنشد قصص كان يا ما كان، وحكايات الأمهات والجدات، وأراجيز "سعيد الناوي" وكلمات "الشيشباني"، هذا كله على الرغم من أن الزمن قد أعمل فيها صنيعه، ناهيك عن صنيع الإنسان نفسه من إهمال لها حيناً وحيناً آخر العبث بها من جميع النواحي، والعبث بما تكتنزه من ذخائر وكنوز من تراث قديم. احتضنت تمنهنت الدورة الرابعة لمهرجان الشعر الفصيح بالجنوب الليبي.